# SSV Aalen
Der Spiel- und Sportverein Aalen 1901 e. V., kurz SSV Aalen, ist ein Sportverein aus Aalen mit rund 800 Mitgliedern. Der Verein hat Abteilungen für die Sportarten Fußball, Basketball, Leichtathletik, Jazztanz, Vorschulturnen, Gerätturnen, Frauengymnastik, Tennis, Mountainbike, Darts und Behindertensport. Die Fußballer des SSV spielten 1961/62 in der drittklassigen Amateurliga Nordwürttemberg, stiegen jedoch als 16. gemeinsam mit dem Lokalrivalen VfR Aalen ab. Im Behindertensport ist Aalen ein Zentrum in Württemberg. So werden die württembergischen Mehrkampfmeisterschaften der Leichtathletik im Aalener SSV-Stadion ausgetragen. Bereits 1947 war im Verein eine Versehrtensportgemeinschaft entstanden, in der Kriegsversehrte Sport trieben. Die Abteilung öffnete sich im Laufe der 1960er Jahre auch für andere Menschen mit Behinderung und wurde 1991 schließlich in Behinderten- und Versehrtensportgemeinschaft (BVSG) umbenannt.